# Giovanni Soffietti
Giovanni Soffietti (Chio, 1º dicembre 1675 – Rovigo, 9 settembre 1747) è stato un vescovo cattolico italiano.

## Biografia
Nacque il 1º ottobre 1675.
Il 19 settembre 1699 fu ordinato sacerdote.
Nel concistoro segreto dell'8 luglio 1715 fu eletto vescovo di Tino, in Grecia, ma giunta notizia che la stessa isola era appena caduta in mano ai Turchi, il 5 febbraio 1716 fu eletto vescovo di Chioggia, sede allora vacante. Ricevette la consacrazione episcopale il 9 febbraio per l'imposizione delle mani del cardinale Fabrizio Paolucci.
Il 19 gennaio 1733 fu trasferito alla sede vescovile di Adria.
Ampliò il seminario di Rovigo e riedificò "poco meno che dalle fondamenta" il vescovado di Adria.
Morì il 9 settembre 1747. Fu sepolto nella collegiata di Rovigo.

## Genealogia episcopale
La genealogia episcopale è:
- Cardinale Scipione Rebiba
- Cardinale Giulio Antonio Santori
- Cardinale Girolamo Bernerio, O.P.
- Arcivescovo Galeazzo Sanvitale
- Cardinale Ludovico Ludovisi
- Cardinale Luigi Caetani
- Cardinale Ulderico Carpegna
- Cardinale Paluzzo Paluzzi Altieri degli Albertoni
- Cardinale Gaspare Carpegna
- Cardinale Fabrizio Paolucci
- Vescovo Giovanni Soffietti